# ナイルの娘
『ナイルの娘』（ナイルのむすめ、原題：尼羅河女兒、英語題：Daughter of the Nile）は、1987年製作の台湾映画。

## 概要
レコード会社が出資し、アイドル歌手楊林（ヤン・リン）を主演に起用した作品。それまでの侯孝賢（ホウ・シャオシェン）監督のスタイルと大きく異なる本作は、公開当時は芳しい評判を得られず、侯自身も不満の残る作品のようであるが、後の侯孝賢映画につながる要素も多い。
劇中に登場する日本の漫画『ナイルの娘』は、細川智栄子の『王家の紋章』のことである。ただし、作中のイラストは台湾の漫画家麥仁杰（マイ・レンチエ）のものが用いられている。
第5回トリノ国際映画祭審査員特別賞、第24回金馬奨最優秀音楽賞をそれぞれ受賞した。

## あらすじ
母を若くして亡くし、父は遠方で働いている一家の長女・暁陽(シャオヤン)は、妹の面倒を見ながらアルバイトをし、夜間学校に通っている。一方、良からぬ仲間とつるむ兄・暁方(シャオファン)は泥棒を繰り返し、いかがわしいビジネスに手を染め、悲劇的な末路をたどる…。兄が盗んできたウォークマンから流れる歌謡曲の音色に身をまかせながら、あるいは、お気に入りの海賊版漫画を読んではその世界に浸りながら、夢想に耽る暁陽は、変化の激しい都市での日々の暮らしにどこか息苦しさを感じながらもひたむきに生きていく。

## キャスト
- シャオヤン（林暁楊）：楊林（中国語版）（ヤン・リン）
- アーサン（阿三）：陽帆（中国語版）（ヤン・ファン）
- シャオファンの恋人：辛樹芬（シン・シューフェン）
- シャオファン（暁方）：高捷（カオ・ジエ）
- ：游安順（中国語版）（ユー・アンシュン）
- シャオヤンの祖父：李天祿（リー・ティエンルー）
- シャオヤンの父：崔福生（中国語版）（ツイ・フーション）
- ：陳淑芳（中国語版）（チェン・シュウファン）
- ：呉念眞（中国語版）（ウー・ニエンジェン）

## スタッフ
- 監督：侯孝賢（ホウ・シャオシェン）
- 脚本：朱天文（チュー・ティエンウェン）
- 撮影：陳懐恩（チェン・ホワイエン）
- 音楽：陳志遠（チェン・ジーユエン）、張弘毅（チャン・ホンイー）
- 美術：劉志華（リウ・ジーホア）、林鉅
- 編集：廖慶松（リァオ・チンソン）
- 製作：呂文人（リュー・ウェンレン）
- 製作総指揮：李憲章（リー・シェンジャン）、張華坤（ジャン・ホアクン）